# Philadelphia 76ers 1978-1979
La stagione 1978-79 dei Philadelphia 76ers fu la 30ª nella NBA per la franchigia.
I Philadelphia 76ers arrivarono secondi nella Atlantic Division della Eastern Conference con un record di 47-35. Nei play-off vinsero il primo turno con i New Jersey Nets (2-0), perdendo poi la semifinale di conference con i San Antonio Spurs (4-3).

## Roster
| N° | Naz.                   | Ruolo | Sportivo         | Anno | Alt. | Peso |
| -- | ---------------------- | ----- | ---------------- | ---- | ---- | ---- |
| 4  | Stati Uniti (bandiera) | G     | Marlon Redmond   | 1955 | 198  | 85   |
| 6  | Stati Uniti (bandiera) | GA    | Julius Erving    | 1950 | 198  | 91   |
| 10 | Stati Uniti (bandiera) | G     | Maurice Cheeks   | 1956 | 185  | 82   |
| 11 | Stati Uniti (bandiera) | AC    | Caldwell Jones   | 1950 | 211  | 98   |
| 14 | Stati Uniti (bandiera) | G     | Henry Bibby      | 1949 | 185  | 84   |
| 20 | Stati Uniti (bandiera) | GA    | Doug Collins     | 1951 | 198  | 82   |
| 22 | Stati Uniti (bandiera) | G     | Eric Money       | 1955 | 183  | 77   |
| 23 | Stati Uniti (bandiera) | AC    | Joe Bryant       | 1954 | 206  | 84   |
| 24 | Stati Uniti (bandiera) | A     | Bobby Jones      | 1951 | 206  | 95   |
| 30 | Stati Uniti (bandiera) | G     | Al Skinner       | 1952 | 191  | 86   |
| 42 | Stati Uniti (bandiera) | AC    | Harvey Catchings | 1951 | 206  | 99   |
| 44 | Stati Uniti (bandiera) | GA    | Ralph Simpson    | 1949 | 196  | 91   |
| 50 | Stati Uniti (bandiera) | A     | Steve Mix        | 1947 | 201  | 98   |
| 53 | Stati Uniti (bandiera) | C     | Darryl Dawkins   | 1957 | 211  | 114  |

## Staff tecnico
- Allenatore: Billy Cunningham
- Vice-allenatori: Chuck Daly, Jack McMahon
- Preparatore atletico: Al Domenico